# Jocurile Olimpice de vară din 1996
A XXVI-a ediție a Jocurilor Olimpice s-a desfășurat la Atlanta, Georgia, Statele Unite în perioada 19 iulie - 4 august 1996.
Au participat 197 de țări și 10.320 de sportivi iar ceremonia a fost deschisă de președintele Bill Clinton.

## Sporturi olimpice
| - Atletism - Badminton - Baschet - Baseball - Box - Caiac canoe - Canotaj - Ciclism | - Echitație - Fotbal - Gimnastică - Haltere - Handbal - Hochei pe iarbă - Înot sincron - Judo | - Lupte - Natație - Navigație - Pentatlon modern - Polo pe apă - Sărituri în apă - Scrimă - Softball | - Tenis de câmp - Tenis de masă - Tir - Tir cu arcul - Volei |

## Clasamentul pe medalii

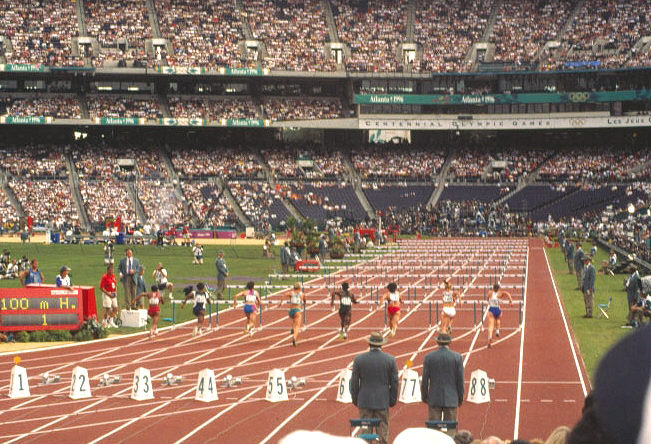
100 m garduri la JO Atlanta

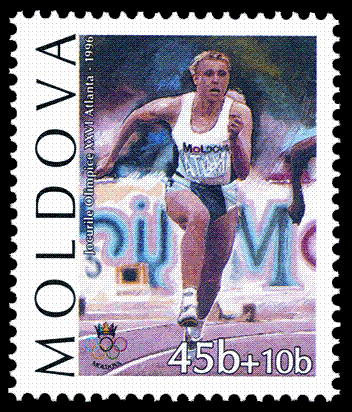
Timbru poștal din Republica Moldova dedicat Olimpiadei de la Atlanta

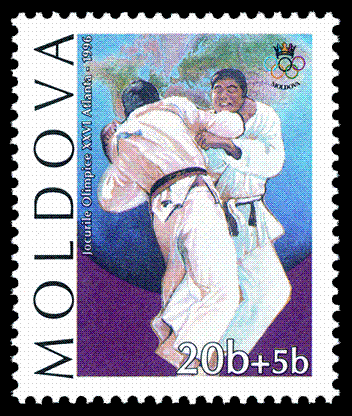
Timbru poștal din Republica Moldova dedicat Olimpiadei de la Atlanta

(țara gazdă apare cu aldine.)
| Jocurile Olimpice de vară 1996 |               |     |        |       |       |
| Poz.                           | Țară          | Aur | Argint | Bronz | Total |
| 1                              | Statele Unite | 44  | 32     | 25    | 101   |
| 2                              | Rusia         | 26  | 21     | 16    | 63    |
| 3                              | Germania      | 20  | 18     | 27    | 65    |
| 4                              | China         | 16  | 22     | 12    | 50    |
| 5                              | Franța        | 15  | 7      | 15    | 37    |
| 6                              | Italia        | 13  | 10     | 12    | 35    |
| 7                              | Australia     | 9   | 9      | 23    | 41    |
| 8                              | Cuba          | 9   | 8      | 8     | 25    |
| 9                              | Ucraina       | 9   | 2      | 12    | 23    |
| 10                             | Coreea de Sud | 7   | 15     | 5     | 27    |

## România la JO 1996
România a participat cu 168 de sportivi.
|         | Aur | Argint | Bronz | Total |
| ------- | --- | ------ | ----- | ----- |
| România | 4   | 7      | 9     | 20    |

România a ocupat locul 14 în clasamentul pe medalii